# Lyckobarnen
Lyckobarnen är en svensk stumfilm från 1926 med regi och manus av Ester Julin. I rollerna ses bland andra Märta Claesson, Dagny Lind och Paul Seelig.

## Om filmen
Inspelningen ägde rum 1926 i Gysinge, Djursholm och i trakten av Hedemora med Henrik Jaenzon som fotograf. Filmen premiärvisades 27 december 1926 på biografen Olympia i Stockholm och är 55 minuter lång. Den tycks endast ha visats som jullovsmatiné den vintern.

## Handling
För att undvika att hamna på fattighuset ger sig fem föräldralösa barn ut i världen. De får anställning på Per Persgården hos den ensamma Kristina, som är förbittrad av att ha blivit lämnad av gårdsfolk och dotter. Genom barnens närvaro tinar hon upp och allting på gården ställs till rätta igen.

## Rollista
- Märta Claesson – mor Kristina
- Dagny Lind – Elisabeth, Kristinas dotter
- Paul Seelig – Anders, båtbyggare
- Gunnar Bohman – Buller-Olle, mjölnare
- Oscar Åberg – Petter, fördräng
- Gustav Runsten – Emanuel, dräng
- Staffan Lindborg – ej identifierad roll